# 科技人才入境計劃
科技人才入境計劃（英語：Technology Talent Admission Scheme (TechTAS)）是香港特別行政區政府實現香港成為國際創新科技中心的願景，輸入科技人才到香港從事研發工作的安排，相較其他工作簽證，該計劃可以快速處理有關申請。公司若從事先進通訊技術、人工智能、生物科技、網絡安全、數據分析、數碼娛樂、金融科技、綠色科技、集成電路設計、物聯網、材料科學、微電子、量子技術或機械人技術範疇的研發工作，便符合申請資格。
該計劃於2018年6月25日開始推行。香港特區行政長官李家超於2022年施政報告宣布優化「科技人才入境計劃」，自同年12月28日起，計劃撤銷聘用本地僱員的要求、延長配額有效期及涵蓋更多新興科技範疇。

## 申請資格
1. 國籍：不得為 阿富汗、 古巴和 [2]
2. 領域：主要從事先進通訊技術、人工智能、生物科技、網絡安全、數據分析、數碼娛樂、金融科技、綠色科技、集成電路設計、物聯網、材料科學、微電子、量子技術或機械人技術範疇的研發工作
3. 學歷：持有倫敦時報高等教育世界大學排名榜、QS世界大學排名、美國新聞與世界報道世界大學排名（英语：U.S. News & World Report Best Global Universities Ranking）及上海交通大學世界大學學術排名最新公布與STEM相關的排行榜上首100間大學的學士及以上學位，良好的技術資格、經證明的專業能力或備有文件證明的有關經驗和成就，亦可獲考慮
4. 工作經驗：持有碩士或博士學位者無需工作經驗，而持有學士學位者則須具備最少一年在相關科技範疇的工作經驗
5. 良好品行：入境和保安規定，沒有任何犯罪或不良記錄
6. 聘用要求：確實有該職位空缺，全職僱員，符合創新科技署發出的獲發配額通知書上就相關職位列明的特定條件
7. 收入要求：薪酬應不低於香港類似職位現時的市場薪酬水平
8. 配額：聘用公司獲創新科技署批出有效配額，申請配額公司須確認聘用相關本地科技人才有確實困難
9. 內地許可（如適用）：居於 中国大陆、 香港和 澳門的內地居民需额外提交現時工作單位或內地有關機關簽發的赴港工作同意書

非本地教學職員並不符合計劃要求。
自2023年10月26日起，越南、寮國及尼泊爾國民可通過科技人才入境計劃來港工作。

## 逗留條件

### 逗留條件
申請人以僱傭工作身份在港逗留，只可從事入境事務處處長所批准的工作。
如要轉換工作，必須事先得到入境處處長的批准。如新聘用公司有「科技人才入境計劃」下的有效配額，可根據該計劃向入境事務處申請工作簽證，倘若公司沒有有效配額，有關人士應根據一般就業政策或輸入內地人才計劃遞交新申請。
如在續簽時轉換至頂尖人才類別，則逗留條件更改為只受逗留期限而不受其他逗留條件的限制。

### 逗留期限
根據科技人才入境計劃獲准來港的人士，一般首次入境可獲准在港逗留36個月或僱傭合約期限的較短者，其後須繼續符合申請資格方可延期逗留。如延長逗留期限獲批准，申請人第一次通常會獲准逗留3年或僱傭合約期限的較短者，第二次及之後通常會獲准逗留2年或僱傭合約期限的較短者。如申請人已根據該計劃獲准在港逗留不少於兩年及在上一評稅年度的薪俸稅應評稅入息達港幣200萬元或以上，則一般會獲准延期逗留五年。

## 統計數字
| 科技人才入境計劃 | 2018年 | 2019年 | 2020年 | 2021年 |
| ---------------- | ------ | ------ | ------ | ------ |
| 獲批數字         | 24     | 75     | 116    | 60     |